# Sturla Brandth Grøvlen
Sturla Brandth Grøvlen, född  11 mars 1980 i Trondheim, är en norsk filmfotograf baserad i Köpenhamn. Han är utbildad vid Høgskolen i Lillehammer, Den Europæiske Filmhøjskole i Ebeltoft, Konst- och designhögskolan i Bergen och Den Danske Filmskole.
Han tilldelades Silverbjörnen vid filmfestivalen i Berlin 2015 och Tyska filmpriset för bästa foto för den tyska filmen Victoria, regisserad av Sebastian Schipper. År 2016 fick han Eddapriset för bästa foto för den isländska filmen Bland män och får.

## Filmografi i urval
- The agreement (2014)
- Kødkataloget (2014) – TV-serie
- I am here (2014)
- Bland män och får (Hrútar) (2015)
- Victoria (2015)
- Hjartasteinn (2016)
- Shelley (2016)
- The discovery (2017)